# Erwin Bollinger
Erwin Bollinger (* 1962) ist ein Schweizer Diplomat und Ständiger Vertreter der Schweiz bei der Welthandelsorganisation und der EFTA.

## Leben
Bollinger wurde 1962 geboren. Er war von 1989 bis 1992 bei Swissmedic beschäftigt. Im Jahr 1992 trat er in die Verwaltung des Integrationsbüros EDA/EVD ein. Im Jahr 1995 wechselte er ins Bundesamt für Aussenwirtschaft. Er war von 1999 bis 2003 Botschaftsrat bei der Vertretung der Schweiz bei der Europäischen Union. Von 2003 bis 2005 war er stellvertretender Ressortleiter für bilaterale Wirtschaftsbeziehungen und von 2005 bis 2008 Leiter des Ressorts Exportkontrollpolitik im zuvor geschaffenen Staatssekretariat für Wirtschaft. Von 2008 an war er zehn Jahre Leiter für Exportkontrollen und Sanktionen und stellvertretender Leiter des Bereichs Bilaterale Wirtschaftsbeziehungen. Seit dem 1. September 2023 ist Bollinger Ständiger Vertreter der Schweiz bei WTO und EFTA. Seit 2024 wirkte als Vorsitzender des Ausschusses für Handel und Umwelt. In dieser Position wurde er 2025 bestätigt.
Er hat einen LL. M.